# Corymbia aparrerinja
Corymbia aparrerinja (syn. Eucalyptus papuana var. aparrerinja) comúnmente conocida como el gomero fantasma, es un árbol siempreverde nativo de Australia Central. 

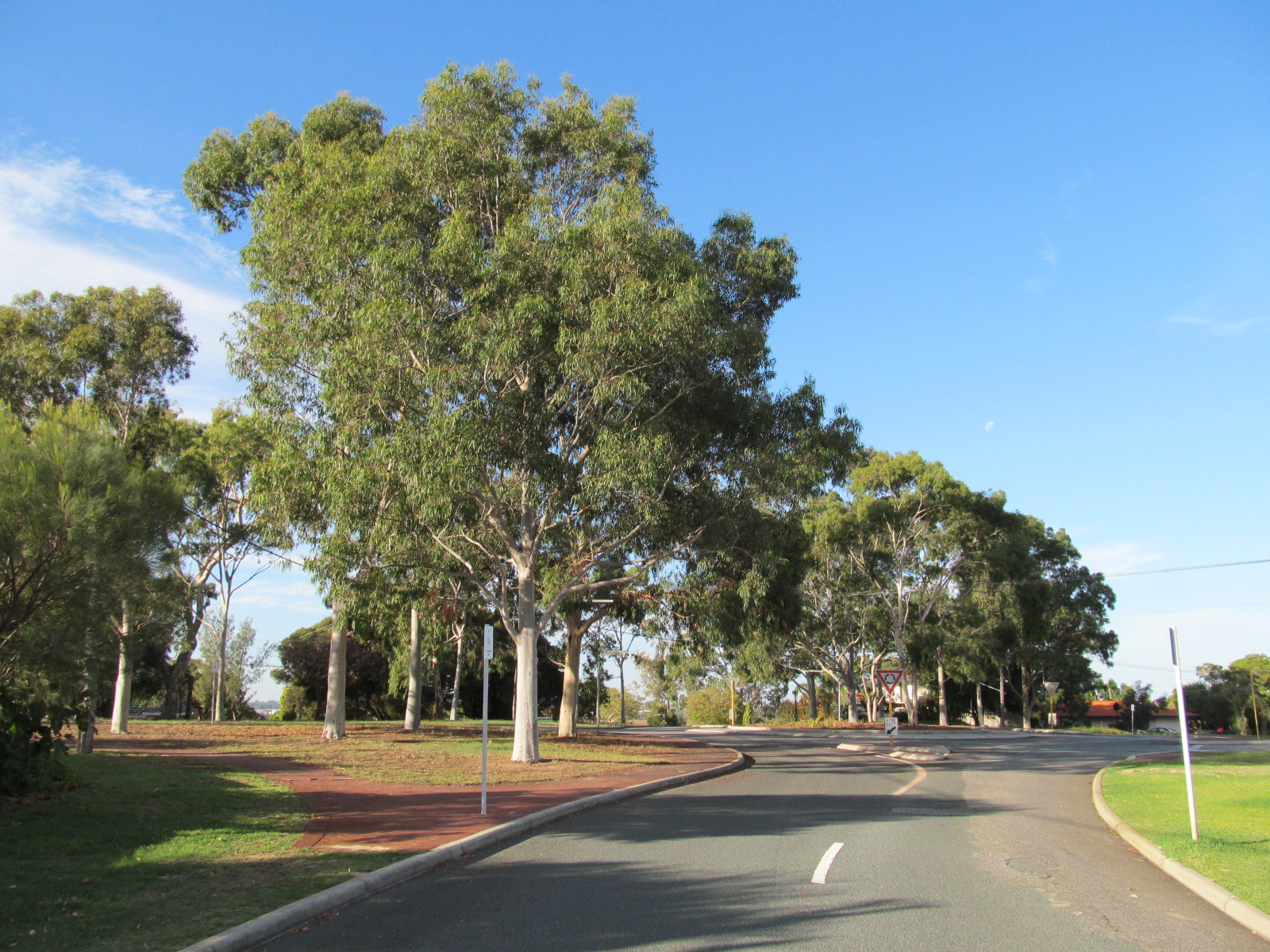
Vista de la planta

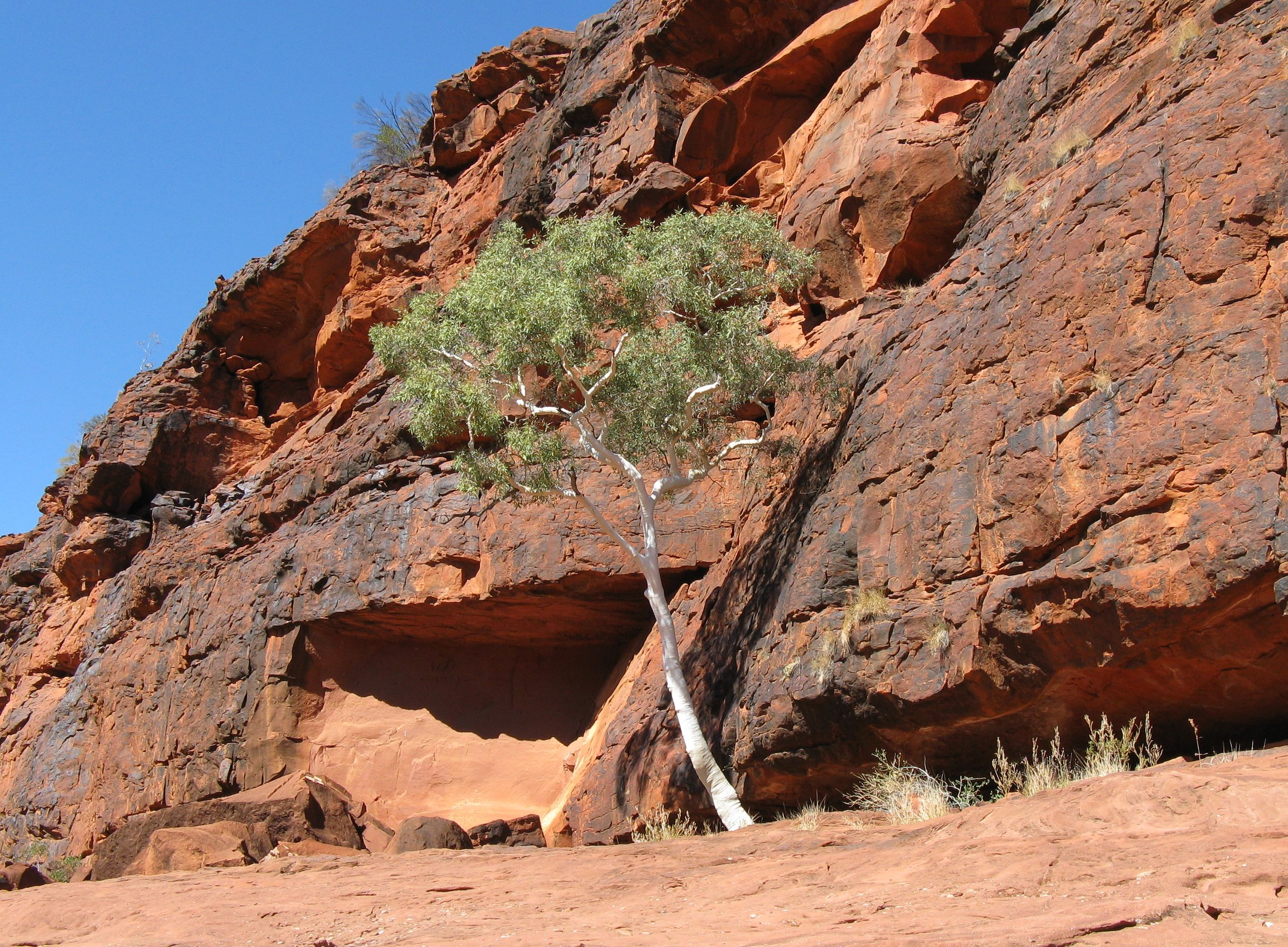
En su hábitat

## Descripción
Crece hasta 20 metros de altura y tiene la corteza blanca a cremosa con un matiz rosáceo, la cual se muda estacionalmente en escamas pequeñas. Flores blancas aparecen en verano y los frutos son leñosos cafés en forma de copa, cápsulas valvadas. 
El gomero fantasma crece en áreas áridas en cuestas rocosas, planicies de arena roja y lechos de arroyos . Se encuentra predominantemente en el sur del Territorio del Norte, extendiéndose al oeste justo sobre la frontera con Australia Occidental y se extiende al este hasta el centro de Queensland, incluyendo una ocurrencia separada en tierra roja. en las partes occidentales del centro de Queensland la especie se intergrada con Corymbia dallachiana, una especie con la cual una vez fue amontonada como "C. papuana.

## Propiedades
Partes del árbol fueron usados por los aborígenes para tratar resfriados.

## Ramas
Este árbol tiene la tendencia a perder ramas enteras y muy grandes para guardar agua durante las sequías.
Deja secar las ramas en momentos de estrés, es decir, durante la sequía o el frío extremo. A veces se lo llama "El Fabricante de Viudas", debido a la gran cantidad de leñadores que murieron por la caída de ramas.
Por esta razón no puede ser utilizado en las banquinas de las rutas, ni en calles y veredas (aceras).
Cuando la rama se cae, el trozo de la rama que queda en el árbol y que queda expuesto a la intemperie es cubierto rápidamente por la corteza blanca. Esto es para evitar que pájaros e insectos perforen la madera seca.

## Taxonomía
Corymbia aparrerinja fue descrita por K.D.Hill & L.A.S.Johnson y publicado en Telopea 6: 453. 1995.
Sinonimia
- Eucalyptus aparrerinja (K.D.Hill & L.A.S.Johnson) Brooker
- Eucalyptus papuana var. aparrerinja Blakely[3]